# AE Araçatuba
Die Associação Esportiva Araçatuba, auch kurz AEA genannt, ist ein Fußballklub aus Araçatuba, im brasilianischen Bundesstaat São Paulo. Maskottchen des Klubs ist ein Kanarengirlitz, passend zu dem Spitznamen Canário da Noroeste.

## Geschichte
In der Stadt Araçatuba gab es bereits vor der Gründung des AEA Bemühungen, dem Fußball Leben einzuhauchen. So gab es ab 1945 die Associação Atlética Assistência, welche es 1964 in die vierte Liga der Staatsmeisterschaft von São Paulo, heute aber nicht mehr existiert.
Des Weiteren ab 1948 den São Paulo FC, dieser spielte 1948 und 1953 in der zweiten Liga der Staatsmeisterschaft. 1949 fusionierte São Paulo mit dem Clube Atlético Araçatuba und benannte sich 1954 in Araçatuba Esporte Clube um. Mangels Erfolges stellte der Klub 1963 seinen Spielbetrieb ein.
1956 entstand noch der Clube Atlético Flamengo. Auch dieser spielte nur in den unteren Klassen der Staatsmeisterschaft und besteht auch nicht mehr. Als viertes gab es noch den 1957 gegründeten Clube Atlético Ferroviário. Dieser besteht bis heute, nahm aber auch nie an der obersten Liga teil und ist heute nur im Amateursport aktiv.
Die AE Araçatuba wurde am 15. Dezember 1972 nach einem Treffen zwischen Politikern, Kaufleuten, Geschäftsleuten und Führern lokaler Verbände gegründet. Das Treffen, das des ehemaligen Esporte Clube Corinthians de Araçatuba stattfand, begann um 20 Uhr und dauerte etwa zwei Stunden. Der Name der AEA wurde von César Bombarda erdacht, der später Mitglied des Vorstands des Klubs wurde. Dr. Geraldo Costa e Silva war der erste Präsident der AEA. Das Wappen des Vereins mit vier Diamanten (zwei gelbe und zwei weiße) in einem blau-gelben Kreis mit den Aufschriften A.E.A. oben und ARAÇATUBA unten wurde von Juracy Violato entworfen. Die Diamanten repräsentieren die vier Hauptgründer, Juracy Violato selbst, Herrn Cesar Bombarda, Dr. Geraldo Costa e Silva und Herrn Aymoré Chiquito Ortega.
Das erste offizielle AEA-Fußballspiel fand Anfang Januar 1973 gegen die Mannschaft des CA Linense (0:0-Unentschieden) im Rahmen der Austragung der Série A2, der zweiten Liga der Staatsmeisterschaft statt. Am Ende dieser konnte Araçatuba mit der Meisterschaft seinen ersten Erfolg feiern. Allerdings sahen die damaligen Regularien noch keinen Aufstieg in die Série A1 vor. Erst nach dem erneuten Titelgewinn 1991 gelang dieses. Allerdings führte der Landesverband Federação Paulista de Futebol (FPF) zur Saison 1992 eine neue Ligastruktur ein, so dass der Klub zwar in der obersten Liga der Staatsmeisterschaft antrat, aber nur in einem untergeordneten Modul. Nachdem Araçatuba wieder in der zweiten Liga antreten musste, gelang der direkte Wiederaufstieg als Meister.
1995 durfte Araçatuba erstmals an einem nationalen Wettbewerb teilnehmen. Der Klub hatte sich für die Série C, die dritte nationale Liga qualifiziert. In dieser trat man in der Gruppe 26 gegen zwei Konkurrenten an. Die ersten beiden kamen in die zweite Runde. Araçatuba missriet der Auftakt am 3. September beim Marília AC, konnte aber die Gruppenphase als Erster abschließen. In der zweiten Runde musste man im Hinspiel beim SE Matsubara antreten. Das Spiel endete 1:1 und Araçatuba nutzte seine Chance im Rückspiel, gewann mit 1:2 und kam in die dritte Runde. Das Hinspiel zuhause gegen Atlético Goianiense wurde nicht angetreten und daher für den Gast gewertet. Nachdem das Rückspiel 0:0 geendet hatte, schied Araçatuba aus.
Nach Beendigung der Meisterschaft 2000 stieg Araçatuba wieder ab. Es folgte ein sportlicher Abstieg, der in dem Rückzug aus der Staatsmeisterschaft nach Beendigung dieser 2007 mündete. 2012 kehrte der Klub zurück und spielt seitdem mit Unterbrechungen in der vierten oder fünften Liga der Staatsmeisterschaft.

## Teilnahme an Fußballwettbewerben
| Wettbewerb                   | Teilnahmen                                                   |
| ---------------------------- | ------------------------------------------------------------ |
| Série C                      | 01× –1995                                                    |
| Staatsmeisterschaft          | 08× –1992–1993, 1995–2000                                    |
| Staatsmeisterschaft Série A2 | 23× – 1973–1986, 1988, 1990–1991, 1994, 2001–2002, 2004–2006 |
| Staatsmeisterschaft Série A3 | 03× – 1989, 2003, 2007                                       |
| Staatsmeisterschaft Série A4 | 05× – 2012–2013, 2016, 2020, 2025                            |
| Staatsmeisterschaft Série A5 | 01× – 2024                                                   |
| Staatspokal                  | 04× – 1999, 2003, 2005, 2025                                 |

## Erfolge
- Staatsmeisterschaft von São Paulo Série A2: 1973, 1991, 1994